# ウィリアム・アキスリング

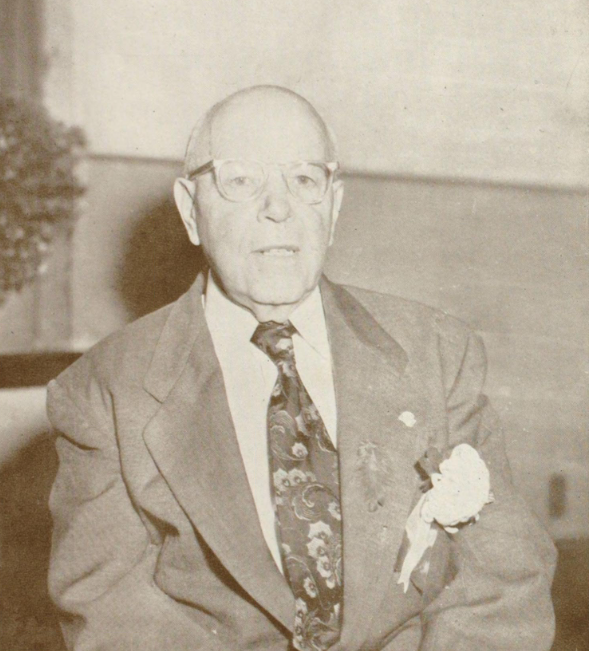
ウィリアム・アキスリング

ウィリアム・アキスリング（英: William Axling、1873年8月9日 ‐ 1963年2月24日）は、アメリカ合衆国のバプテスト宣教師。1901年（明治34年）にアメリカ・バプテスト宣教同盟（The American Baptist Missionary Union）より日本に派遣され、活動を開始した。太平洋戦争下の1943年に交換船で本国へ強制退去させられるが、戦後の1946年に再来日し、1954年に離日するまで活動を続けた。離日時に、関東学院長の坂田祐の推薦により、日本国政府から勲二等瑞宝章を授与された。同年10月に、東京都より外国人として初めて名誉都民の称号を与えられた。

## 生涯
ウィリアム・アキスリングは、1873年8月にアメリカ・ネブラスカ州のオマハで生まれた。ネブラスカ大学を1898年に卒業して同年の9月にニューヨーク州にあるロチェスター神学大学院に入学した。ロチェスター神学大学では、組織神学の権威で、社会福音を説いたウォルター・ラウシェンブッシュ博士の感化を受けた。1901年にオンタリオ教会でルシンダ夫人との結婚式を挙げた。同年10月アキスリングは米国バプテスト宣教師同盟に宣教師になることを願い出て日本に着任し、仙台・盛岡で宣教活動をしたあと1908年に上京、東京三崎会館や深川会館を設立した。1928年には、賀川豊彦を中心とした「神の国運動」百万人救霊に参加して中央委員として活動した。戦時中、日本では収容所に入れられ、捕虜交換船でアメリカに帰国後もFBIの監視下に置かれるなど苦しい生活を送った。戦後、70歳を超えてなお、1947年に再来日して1954年まで日本の教会・学校などを復興させた。アキスリング夫妻は1955年にアメリカに帰国したが、そこでも日系の人々との関りを大切にした。

## 戦前の活動
初めて来日した1901年、アキスリングは早朝の横浜埠頭に降り立ち、日本での生活をスタートさせた。その後、仙台を訪れて日本語を学習すると同時にバプテスト派の宣教師であるエフレイム・ジョーンズの活動を意欲的に手伝った。1904年5月には仙台から盛岡へと活動の拠点を移して定住した。そこでは日本人伝道者と交流しながら伝道方針の計画、飢餓対策などあらゆる活動に勤しむも、1906年に病気のため、やむを得ず任期を終える前に帰国した。 
2回目の来日は、病気で帰国したわずか2年後の1908年のことである。同年、米国バプテスト宣教師同盟は改編するなど、伝道方式が一変して新体制となった。その影響により日本での活動も見直され、福音伝道だけに留まらず教育事業といった社会的な役割を担う新たな活動方針へと重点を移した。そのうちの1つとなったのが、アキスリングが運営責任者となったバプテスト中央会館の活動である（1915年に三崎会館へと名称変更）。バプテスト中央会館は1913年に神田大火が原因で焼失し2年後に再建されるも、1923年に関東大震災によって再び焼失した。アキスリングは悲惨な状況の中、焼失した箇所を直ちに修理し、被害者を収容して診療所や託児所を設けるなど積極的に支援を行なった。さらにアキスリングは同年に日本基督教連盟名誉幹事に任命され、活動の幅を大きく広げた。関東大震災の翌年には、政府による要請に応えるように三崎会館の分館を建設し、宗教教育社会事業を立ち上げた。 
同時期、アキスリングにとって初めての著作となる『前進途上の日本』が刊行されたが、これは当時まだ発展途上だった日本が徐々に進歩していく様子を綴った内容となっている。 
上記の活動の他にも、アキスリングは、満州事変による不況が発生した際に約6000人を三崎会館に宿泊させ、食事も無償提供するなど様々な奉仕活動を行い社会に貢献した。 
1928年3月には財団法人関東学院の理事に就任し、理事長職も勤めた。しかし、在職中に日米関係が悪化したことから、1937年にアキスリングは理事長を退職する。その後も、変わらず学校運営には支援の手を差し伸べ続け、終戦の2年前である1943年４月末まで理事には留まり関東学院を支援した。 その後、戦時体制はさらに厳しさを増し、アキスリングは外国人収容所を経て同年の秋にアメリカへと送還された。

## 戦後の活動
戦後、アスキリングは1947年1月に来日し、4月には再び関東学院理事に就任した。その2年後の1949年3月には理事長に選ばれ1954年12月まで約５年間在任した。1954年5月に戦争後の日本の教会、学校、社会事業の復興のために力の限りを尽くして活動したことに対して、日本政府は勲二等瑞宝章を授与した。また、東京都は1954年10月に名誉都民の称号を贈った。外国人としては第1号である。 アキスリング夫妻は1955年1月に帰国し、カリフォルニア州アルハンブラにある隠退宣教師のホームに入った。日本における宣教活動を支援してくれたネブラスカ州リンカーン市の第一バプテスト教会に夫婦の会員籍があったが、これを機会に近くにある日系人教会に転籍し、その人たちとの関わりを大切にした。